# O Tannenbaum

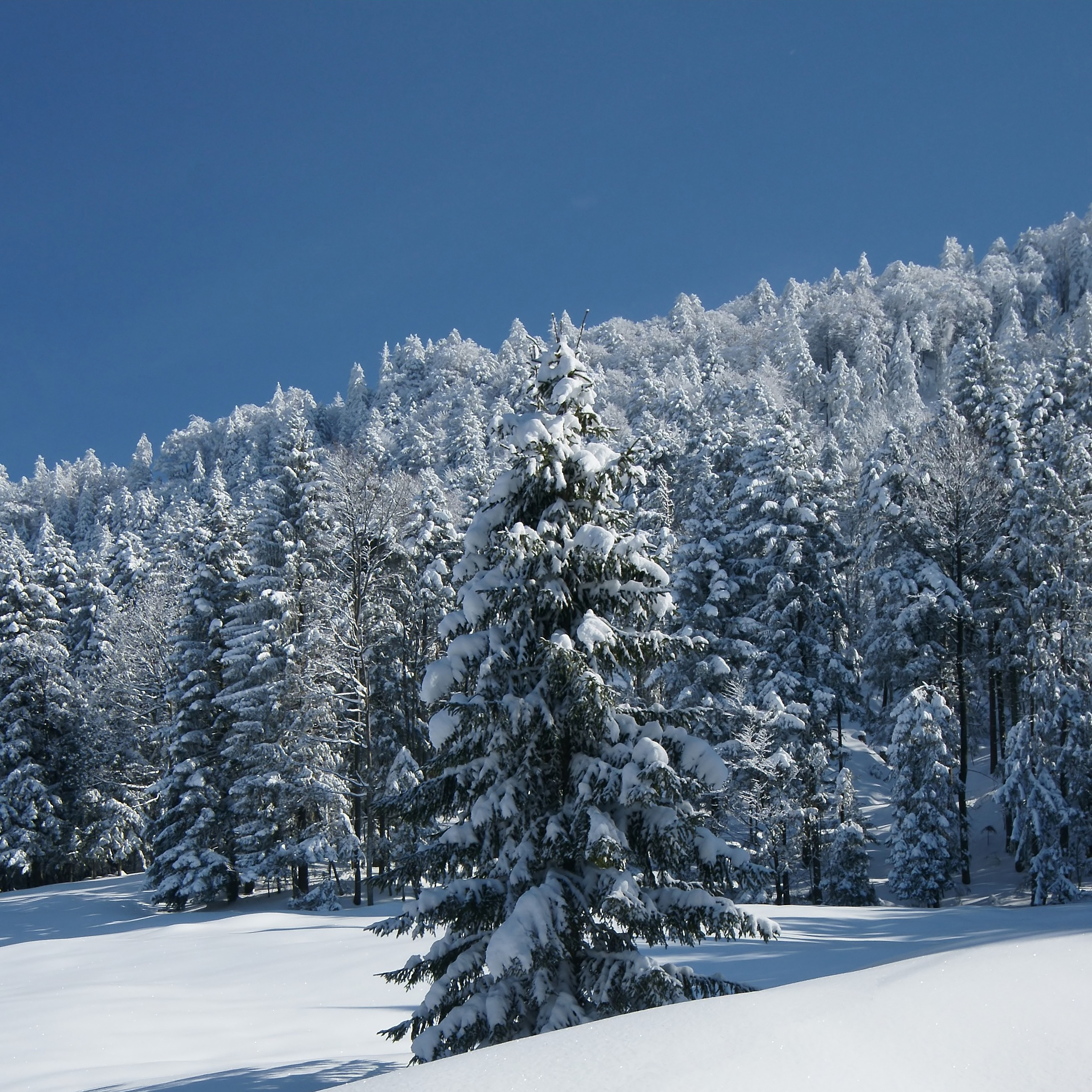
Jodełka w zimie

O Tannenbaum – jedna z najbardziej znanych niemieckich pieśni bożonarodzeniowych.

## Historia
O Tannenbaum została napisana przez pisarza Melchiora Francka jako śląska pieśń ludowa o jodełkach w XVI wieku. Georg Buchmann w swoim zbiorze cytatów powołał się na starsze źródła tekstu piosenki, według których pomiędzy 1530 a 1580 rokiem została napisana pierwsza zwrotka:
O Tanne, du bist ein edler Zweig,
Du grünest Winter und die liebe Sommerzeit
Wenn alle Bäume dürre sein
So grünest du, edles Tannenbäumelein
Joachim August Zarnack napisał w 1819 roku pieśń na podstawie O Tannenbaum jako piosenkę o miłości tragicznej, w którym odporne drzewa są używane jako symboliczne przeciwieństwo do niewiernego kochanka. Drugi werset tej piosenki: „O Mägdelein, o Mägdelein, wie falsch ist dein Gemüte“ wciąż można znaleźć w niemieckim śpiewniku "Allgemeines Deutsches Kommersbuch"
Do piosenki świątecznej dopiero nauczyciel Ernst Anschütz, przy zachowaniu pierwszej zwrotki autorstwa Zarnacka dodał w 1824 roku dwie kolejne znane zwrotki piosenki. Ustanowienie drzew jako choinek stało się typowym niemieckim zwyczajem. Druga zwrotka piosenki była początkowo nazywana "Wie treu sind deine Blätter", gdyż piosenka o miłości stanowiła kontrast pomiędzy wiernością drzewa i niewiernością ukochanej. Bożonarodzeniowa piosenka Anschutza pozostała niezmieniona na początku, ale wers piosenki "Wie treu sind deine Blätter" zmieniono w Bawarii.

## Melodia
Poniżej harmonizacja melodii "O Tannenbaum":